# سالبا رئینا
سالبا رئینا (اسپانیایی: Salva Reina‎؛ زادهٔ ۹ آوریل ۱۹۷۸) با نام مستعار و هنری «چوکه» بازیگر و استندآپ کمدین اهل اسپانیا است. وی در رشتهٔ «علوم ورزشی» تحصیل کرده است و بزرگ‌شدهٔ مالاگا است.
از فیلم‌ها یا برنامه‌های تلویزیونی که وی در آن نقش داشته است، می‌توان به ۴۷، خدا نگهدار و لجن‌زار اشاره کرد.
او در سال ۲۰۱۳ برندهٔ جایزهٔ کاکتوس نقره‌ای بهترین بازیگر نقش مکمل مرد در جشنواره فیلم‌های اسپانیایی مالاگا و در سال ۲۰۲۵ برندهٔ جایزهٔ گویای بهترین بازیگر نقش مکمل مرد شد.